# Ida Linnertorp
Ida Filippa Petronella Linnertorp, född 2 september 1984, är en svensk skådespelare. Hon är syster till skådespelarna Lisa Linnertorp och Karl Linnertorp.

## Filmografi
- 2006 – Emblas hemlighet (TV-serie)
- 2007 – Predikanten
- 2007 – Irene Huss – Tatuerad torso
- 2008 – De ofrivilliga
- 2009 – Riverside (TV-serie)
- 2010 – Andra Avenyn (TV-serie)
- 2012 – Du är alltid med mig
- 2012 – Kontoret (TV-serie)
- 2013 – Familjen Holstein-Gottorp (TV-serie)
- 2014 – Faust 2.0